# Elias I do Maine

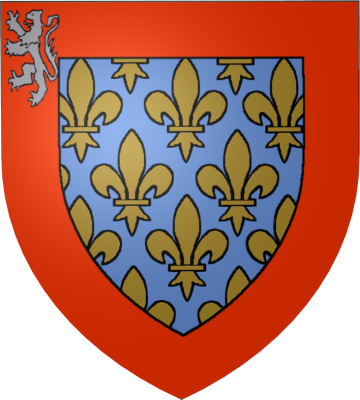
Escudo do Brasão de Armas do Conde do Maine.

Elias I do Maine ou também de Elias de Beaugency e Elias de La Flèche (? - 11 de julho de 1110) foi conde de Maine entre 1093 e 1110.

## Biografia
Ele veio de um ramo lateral da família dos senhores de Beaugency. Por seu pai João de Beaugency, falecido antes de 1097, herdou o controle do Castelo de La Flèche, localizado na vila de La Flèche, que era vassalo do Conde de Anjou. A mãe de Elias era Paula de Maine, filha do Conde de Herberto do Maine, de que tinha direito a dos territórios deste disputado município.
Em 1092, seu primo Hugh V do Maine vende-lhe os Territórios do Maine por 10 mil shillings. Com o apoio de Fulk IV de Anjou, Elias I do Maine, deu continuidade ao conflito existente com Roberto II da Normandia. Após a partida de Roberto com a Primeira Cruzada, Elias fez as pazes com Guilherme II de Inglaterra, regente de Roberto na Normandia.

## Relações familiares
Foi filho de João de Baugency, falecido antes de 1097 e de Paula do Maine.
Em 1090 Elias casa com Matilde de Château-du-Loir, filha de Gervais II Château-du-Loir  (c. 1030 - c. 1095), Senhor do Château-du-Loir, de quem teve: 
1. Ermengarda do Maine (1069 - 1126), foi casada Fulque de Jerusalém.[2]

Em 1109, e segundo Orderico Vital (Ordericus), Elias casou com Inês de Poitou, filha de Guilherme VIII da Aquitânia, então já viúva de Afonso VI de Leão e Castela. Ela no entanto morreu no ano seguinte She died the following year, however.